# Nikephoros Phokas der Ältere
Nikephoros Phokas der Ältere (griechisch: Νικηφόρος Φωκάς, Nikēphoros Phōkas) (* um 830 in Kappadokien; † um 896 oder 900) war in der zweiten Hälfte des 9. Jahrhunderts unter den Kaisern von Byzanz Basileios I. (867–886) und Leo VI. (886–912) einer der größten Feldherren des Byzantinischen Reiches, der sich bei der Rückeroberung byzantinischer Gebiete am Balkan und im Osten des Reiches, insbesondere aber in Italien bewährte, wo es ihm gelang, nach langer Entfremdung große Teile Süditaliens wieder der byzantinischen Kontrolle zu unterwerfen. Von 886 bis 896 stand er als Domestikos ton scholon (Oberkommandierender der Reichstruppen) an der Spitze der byzantinischen militärischen Hierarchie. Er war der nähere Stammvater seines Hauses, das mit seinem Enkel, Nikephoros II., der von 963 bis 969 Kaiser von Byzanz war, den Höhepunkt seiner Macht erreichte. Bis heute hat man ihm in Süditalien ein dankbares Andenken bewahrt.

## Herkunft
Nikephoros Phokas entstammte der byzantinischen Magnatenfamilie der Phokadai, die zu den vornehmsten Vertretern des byzantinischen Militäradels zählte und über umfangreichen Landbesitz in Anatolien verfügte.
Nikephoros war der Sohn des Phokas, des ältesten sicheren Vorfahren der Familie, der anfangs Tourmarches (Kommandeur einer Turma, d. h. einer Teilprovinz) war und 872 von Kaiser Basileios I. zum Strategos (Militärgouverneur) des Themas Anatolien ernannt wurde.
Von seiner Mutter ist weder der Name noch die Herkunft bekannt, es wird jedoch vermutet, dass sie armenischer Herkunft war.

## Leben

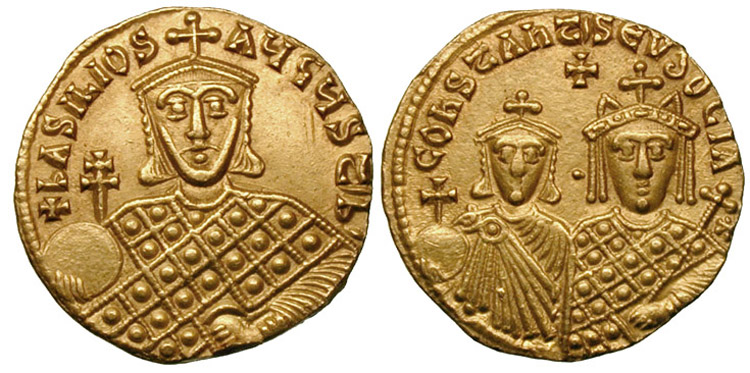
Basileios, sein Sohn Konstantin und seine zweite Frau Eudokia Ingerina

Nikephoros Phokas folgte dem Vorbild seines Vaters, der sich als Militärgouverneur in Anatolien bewährt hatte und schlug gleichfalls eine militärische Laufbahn ein. Er begann seine Lehrzeit unter seinem Vater, zeigte frühzeitig Tapferkeit und Organisationstalent, wodurch er rasch in der militärischen Hierarchie zum kommandierenden General aufstieg.
Berühmt wurde Nikephoros durch seine militärischen Erfolge, die er im Dienste des Kaisers Basileios I. in Italien errang. Dieser Kaiser verdankte seinen Thron zwar der Tatsache, dass er seinen Gönner, Kaiser Michael III. (842–867), genannt „der Trunkenbold“, in der Nacht vom 23. zum 24. September 867 ermorden ließ, erwies sich jedoch als tüchtiger Herrscher, dem es gelang, Territorien, die dem Byzantinischen Reich unter seinen Vorgängern verloren gegangen waren, wieder zurückzuerobern und auch den inneren Zusammenhalt des Reiches durch seine gesetzgeberische Tätigkeit und durch die Bekämpfung der sich ausbreitenden häretischen Sekte der Paulikianer zu stärken.

### Einsatz in Italien

Italien um das Jahr 1000.

Hintergrund von Nikephoros Phokas’ Aktion in Italien war, dass Süditalien, das in byzantinischer Sicht als ein selbstverständlicher Teil des byzantinischen Reiches erschien, sich in ein umkämpftes Gebiet verwandelt hatte, wo der Einfluss des Reiches im Schwinden war. Dies geschah wegen der konkurrierenden Ansprüche des westlichen römischen Kaisertums, durch die Autonomiebestrebungen der langobardischen Fürstentümer und insbesondere durch die Angriffe der arabischen Dynastie der Aghlabiden. Diese hatte von Tunesien aus in der ersten Hälfte des 9. Jahrhunderts Sizilien, Sardinien und große Teile von Kalabrien erobert, wobei 841 u. a. die Stadt Benevent erobert und das Kloster Monte Cassino ausgeraubt wurde. Im Jahre 870 eroberten die Sarazenen die Insel Malta, konnten dadurch ihre strategische Position zwischen Tunesien und Sizilien verstärken und bedrohten dadurch die christliche Schifffahrt im Mittelmeer.
Nachdem die byzantinische Flotte sarazenische Angriffe auf die dalmatinische Küste abgewehrt und die Belagerung von Dubrovnik gesprengt hatte, wandte sich Kaiser Basileios I. der Rückeroberung byzantinischer Territorien auf dem italienischen Festland zu, die Nikephoros Phokas übertragen wurde.
Als erfahrener General mit politischem Instinkt erkannte Nikephoros, dass ein Alleingang der byzantinischen Armee gegen die expansiv auftretenden Sarazenen wenig aussichtsreich war, während eine Allianz mit dem weströmischen Kaisertum und mit dem Papst die Chancen auf einen erfolgreichen Feldzug erheblich verbessern würde.
Es kam daher zu langwierigen, aber letztlich erfolgreichen Verhandlungen, durch die ein gemeinsames Vorgehen vereinbart wurde. Ludwig II. (seit 839/40 König von Italien und ab 855 römischer Kaiser, † 875), der älteste Sohn des Kaisers Lothar I. aus dem Haus der Karolinger, sollte für seine Unterstützung die Hand einer Prinzessin aus dem byzantinischen Kaiserhaus erhalten. Der Papst Johannes VIII. (872–882) wurde durch die Absetzung des romkritischen Patriarchen von Konstantinopel Photios (858–867 und 878–886) – der 867 Papst Nikolaus I. „den Großen“ (858–867) exkommuniziert hatte – gewonnen.
Die geplante Allianz funktionierte allerdings nicht ganz nach Wunsch: Kaiser Ludwig II. eroberte 871 auf eigene Faust Bari, ohne dass daraus Byzanz irgendein Vorteil erwachsen wäre. Dies führte zu erheblichem Streit und zur Verweigerung der Anerkennung des westlichen Kaisertitels durch Byzanz. Bald darauf verlor Kaiser Basileios I. auch die päpstliche Unterstützung, da er seinen Einfluss auf Dalmatien, Mazedonien und Bulgarien durch aktive Unterstützung der Missionstätigkeit der Orthodoxen Kirche erweiterte und damit die Präsenz der Römisch-Katholischen Kirche zurückdrängte.
Aus byzantinischer Sicht hilfreich war ein Aufstand des Herzogs Adelchis von Benevent gegen Kaiser Ludwig II., wobei sich Ersterer zwecks Rückversicherung im Jahre 873 dem byzantinischen Protektorat unterwarf. Nach dem Tod Kaiser Ludwigs II. im Jahre 875 unterwarf sich 876 auch Bari der Regierung Konstantinopels. Neuerliche Angriffe der Sarazenen auf die Küsten Dalmatiens, Mittelgriechenlands und der Peloponnes konnten von byzantinischen Flottenverbänden abgewehrt werden, doch fiel 878 die Stadt Syrakus, das Zentrum byzantinischer Präsenz in Sizilien, die lange der Belagerung widerstanden hatte, in die Hände der Araber.
Angesichts der dramatischen Situation sollte der bewährte General Nikephoros Phokas eine Wende dieser Entwicklung herbeiführen. Kaiser Basileios beauftragte ihn, das festländische Unteritalien wieder unter byzantinische Kontrolle zu bringen. Phokas rüstete eine große Armee aus, die mit Hilfe der byzantinischen Flotte nach Unteritalien verschifft wurde. In einer Reihe siegreicher Schlachten gelang es ihm, die Truppen des Emirs der Aghlabiden, Abū Ishāq Ibrāhīm II. (875–902) zu besiegen und in den Jahren 885 bis 886 durch mehrere erfolgreiche Feldzüge in Apulien u. a. Bari und Tarent sowie in Kalabrien u. a. Santa Severina, Tropea und Amantea zurückzuerobern. Zugleich konnte er in Sizilien die Sarazenen zurückdrängen, jedoch nicht von dort vertreiben.
Zum Schutz der Bevölkerung vor den Angriffen der Sarazenen empfahl er der Bevölkerung in Süditalien, in ummauerte Höhensiedlungen zu übersiedeln.
Während seines zweijährigen Feldzuges in Italien unterwarf Phokas auch die unter langobardischer Herrschaft stehenden Territorien in Kalabrien und in der Basilikata, wodurch das Fürstentum Salerno und das Herzogtum Benevent zu byzantinischen Vasallen wurden. Dank seiner militärischen Tüchtigkeit konnte ein großer Teil Süditaliens wieder dem Byzantinischen Reich unterstellt werden.
In Anerkennung seiner Verdienste wurde er 886 zum Domestikos ton scholon, d. h. zum Oberkommandierenden der byzantinischen Truppen ernannt. Eine Funktion, die er von 886 bis knapp vor seinem Tod im Jahre 896 ausübte.

### Einsatz gegen Bulgarien

Das Bulgarische Reich unter Zar Simeon

Nach dem Tod von Kaiser Basilius I. im Jahre 886 wurde Phokas von dessen Sohn und Nachfolger Kaiser Leo VI. „dem Weisen“ (886–912) nach Konstantinopel zurückgerufen und mit der Verteidigung Makedoniens gegen die Bulgaren betraut.
Der Konflikt mit Bulgarien entwickelte sich aus einer Initiative des obersten Ministers des Kaisers Leo VI., dem Armenier Stylianos Zauzes, der den seltenen Titel „basileopater“ (Kaiservater) trug, obwohl er nur Schwiegervater des Kaisers war. Dieser erreichte von seinem Schwiegersohn, dass dieser 893 das Handelsmonopol mit Bulgarien zwei griechischen Kaufleuten übertrug, die seine Günstlinge waren und dass das Transitlager für den bulgarischen Handel von Konstantinopel nach Thessaloniki verlegt wurde. Dadurch wurde der bulgarische Handel, der vom Schwarzen Meer durch den Bosporus ging, erheblich erschwert. Da die bulgarischen Proteste erfolglos blieben, ließ Zar Simeon I. „der Große“ (893–927) im Jahre 894 ein bulgarisches Heer in Thrakien einmarschieren. Angesichts dieser Bedrohung erhielt der fähigste Feldherr des Reiches, Nikephoros Phokas, die Aufgabe, den bulgarischen Vorstoß abzuwehren. Diesem gelang es durch eine geschickte Strategie die Situation unter Kontrolle zu bringen.

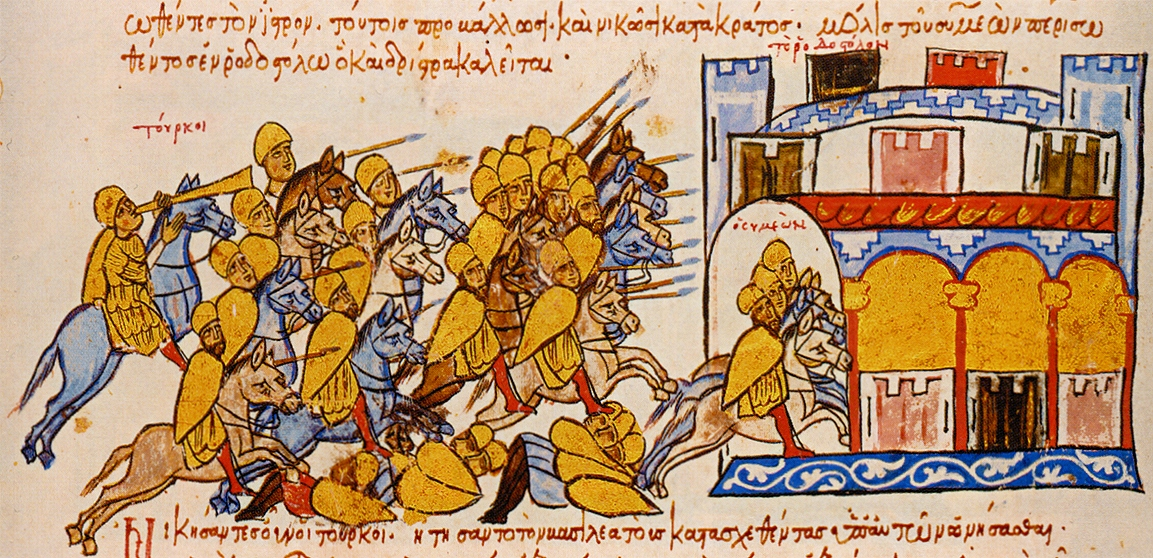
Rückzug der Bulgaren, nach einem Angriff der Magyaren.

Die strategische Überlegung des Nikephoros Phokas bestand dabei darin, die Bulgaren zu einem Zweifrontenkrieg zu zwingen, indem er sich mit dem verwegenen Reitervolk der Magyaren, das im Norden der Bulgaren siedelte, verbündete und dazu veranlasste, die dort sehr ungeliebten Bulgaren von hinten anzugreifen, um sie dadurch zum Rückzug aus dem byzantinischen Reichsgebiet zu zwingen. Diese Strategie ging auf, da die Magyaren die Donau überquerten, in bulgarisches Gebiet einfielen und die Bulgaren unter dem Druck der Armee des Phokas zurückzuweichen begannen. Die Chancen auf eine Eliminierung der bulgarischen Bedrohung wurden jedoch durch den führenden Minister, Stylianos Zauzes verhindert, der Kaiser Leo VI. überredete, den von ihm begünstigten General Katakalon mit dieser Aufgabe zu betrauen. Phokas wurde daher nach Konstantinopel zurückbeordert. Katakalon übernahm daher in der Endphase des Krieges das Kommando im Bulgarienfeldzug, der – trotz geringerer militärischer Begabung des Katakalon – dank der Umsetzung der Strategie des Phokas erfolgreich war. Simeon musste schließlich um Frieden bitten.
Von historischer Bedeutung war, dass Zar Simeon zu seiner Verteidigung dieselbe Strategie wie Phokas anwandte, indem es den in den Steppen Südrusslands nomadisierenden wilden Stamm der Petschenegen im Jahre 896 mit Gold dazu gewann, den Magyaren in den Rücken zu fallen. Eingezwängt zwischen den Armeen der Bulgaren und der Petschenegen wichen die Magyaren nach Westen in die Pannonische Tiefebene aus, wo sie sich in der Folge im historischen Ungarn niederließen. Zar Simeon hatte dadurch die Gelegenheit, Byzanz zu einem nachteiligen Frieden zu zwingen, in dem sich Kaiser Leo VI. dazu verpflichten musste, die Verlegung des Handelszentrums nach Thessaloniki rückgängig zu machen und Zar Simeon einen hohen Tribut zu leisten.

### Letzte Jahre und Tod
Dem Bericht des Theophanes Continuatus zufolge wurde Nikephoros Phokas zunächst als Gouverneur (strategos) von Thrakesion im westlichen Kleinasien ernannt und kämpfte in der Folge als Oberkommandierender der byzantinischen Truppen im Osten in Syrien gegen die Sarazenen, bis er um das Jahr 900 starb. Andere Chronisten aber, denen auch die meisten modernen Historiker folgen, berichten, dass er schon Ende 895 oder Anfang 896 starb, was Tsar Simeon angeblich daran ermunterte, den Krieg mit Byzanz, diesmal mit großem Erfolg, wieder aufzunehmen.

## Nachwirkung
Beachtlich erscheint, dass Nikephoros Phokas als Befreier Süditaliens von den Sarazenen in dieser Region durch Jahrhunderte so populär blieb, dass einzelne Gemeinden, wie etwa Francavilla Angitola den Namensvetter des byzantinischen Feldherren, den Heiligen Phokas von Sinope als Patron ihrer Kirche wählten.
Nach einer alten Legende sollen die Städte Francavilla Angitola (in der Provinz Vibo Valentia in der Region Kalabrien) und selbst Catanzaro auf Festungen zurückgehen, die in Erinnerung an den byzantinischen General „Nikephoros“ genannt worden waren.
Darüber hinaus führen einige Bistümer in Süditalien ihre Gründung auf Nikephoros Phokas zurück, so etwa das von Santa Severina und Nicastro und die inzwischen aufgelösten Bistümer von Amanthea und Belcastro.

## Ehe und Nachkommen
Nach Christian Settipani:
- Leon Phokas der Ältere (* 875/79, † n. 917), war Thronprätendent gegen Kaiser Romanos Lekapenos, der ihn besiegte und blenden ließ, 917 Domestikos ton scholon.
- Bardas Phokas der Ältere (* um 879, † 969) 945–955 Domestikos ton scholon, wurde 963 zum «Caesar» erhoben, ⚭ Ne Maleina, Schwester des Michael Maleïnos, Mönch und Heiliger der Orthodoxen Kirche Dessen berühmtester Sohn war:
  - Nikephoros Phokas der Jüngere (* 912, † ermordet 11. Dezember 969), Kaiser von Byzanz (963–969), 955 Domestikos ton Scholon,
- Ne Phokaina ⚭ Theophilos Kurkuas, Strategos von Chaldia. (Großeltern des Kaisers Johannes Tzimiskes)[11]